# Kim Hyun-sik
Kim Hyun-sik (김현식?, 金賢植?, Gim Hyeon-sikLR, Kim Hyǒn-sikMR; Seul, 7 gennaio 1958 – Seul, 1º novembre 1990) è stato un cantautore sudcoreano. Considerato uno dei musicisti più importanti in Corea negli anni Ottanta, conosciuto per lo stile vocale rauco ed emotivo, ha pubblicato cinque album mentre era in vita, mentre il sesto – Kim Hyun-sik VI, anche noto con il titolo del brano apripista My Love By My Side – è uscito postumo e si è aggiudicato il premio di Album dell'anno ai Golden Disc Award 1991.

## Biografia
Kim Hyun-sik nasce nel quartiere di Inhyeon-dong a Seul il 7 gennaio 1958. Abbandonati gli studi superiori nel 1974 per perseguire la carriera di cantante, si diploma da privatista l'anno successivo e comincia a lavorare in centro città mentre registra il suo primo album, Spring Summer Fall Winter, insieme al collega Lee Jang-hee. La pubblicazione dell'opera, completata nel 1978, viene cancellata con il trasferimento di Lee negli Stati Uniti e il suo arresto per consumo di marijuana, che ha conseguenze rovinose sulla sua immagine pubblica. Spring Summer Fall Winter esce sotto la Seorabeol Records nel 1980 con risultati deludenti, e Kim rimane attivo principalmente sulla scena underground partecipando a diverse band, tra cui The Eastern Light, Black Butterfly e Messengers. Nel 1984 ottiene il successo con il secondo album I Loved You, diventando una celebrità underground, dove viene chiamato "il cantante senza volto".
Insoddisfatto dal lavoro fatto dai turnisti su I Loved You, nel 1985 fonda la band Spring Summer Fall Winter (SSaW), dal nome del suo primo album; del collettivo fanno parte anche Yoo Jae-ha, Kim Jong-jin, Jun Tae-kwan, Jang Ki-ho e Park Sung-shik. Il loro album Like Rain, Like Music è un successo immediato con oltre 300 000 copie vendute, ma si sciolgono nel 1986 per divergenze artistiche.
Il quarto album dell'artista, pubblicato nel 1988, contiene pezzi che parlano del suo alcolismo, per il quale viene ricoverato diverse volte in ospedale nel corso dell'anno successivo, durante il quale collabora al secondo album della band Sinchon Blues, aiutando nella scrittura della canzone Alley, e registra una colonna sonora per la pellicola Bi oneun nal suchaehwa di Kwak Jae-yong. Mentre prepara il quinto album si ammala di cirrosi epatica e viene ricoverato con l'aggravamento delle sue condizioni. Kim, tuttavia, abbandona la clinica per finire di registrare il suo sesto album, oltre a continuare a esibirsi live. Muore il pomeriggio del 1º novembre 1990 a 32 anni nella sua casa a Dongbu Ichon-dong, nel distretto di Yongsan a Seul. Le esequie vengono celebrate due giorni dopo e i resti sepolti al Namseoul Park Cemetery di Seongnam.
Tre suoi album vengono pubblicati postumi: Kim Hyun-sik VI – My Love By My Side, del 1991, vende oltre 2 milioni di copie, Self Portrait, contenente degli inediti, esce nel 1996, mentre The Sickbed Live, una raccolta di registrazioni alla chitarra effettuate in ospedale, nel 2002.

### Vita privata
Nel 1982 si sposa con Kim Kyung-ja, dalla quale ha un figlio, Wan-je, nel dicembre dell'anno successivo. Nel 2010, Kim Wan-je ha partecipato alla produzione dell'album in memoria del 20º anniversario della morte del genitore, cantando My Love By My Side.

## Controversie
Kim Hyun-sik era dipendente da alcolici e sigarette, che ebbero effetti deleteri sulla sua salute, e nell'ottobre 1987 è stato arrestato per uso di droga insieme ad altre persone. Nel febbraio seguente, durante un concerto al 63 Building, si è esibito a testa rasata in segno di scuse.

## Discografia
- 1980 – Spring Summer Fall Winter
- 1984 – I Loved You
- 1986 – Like Rain, Like Music
- 1988 – Kim Hyun-sik IV
- 1990 – Kim Hyun-sik V
- 1991 – Kim Hyun-sik VI – My Love By My Side (pubblicato postumo)
- 1996 – Self Portrait (pubblicato postumo)
- 2002 – The Sickbed Live (pubblicato postumo)